# سکوت: موزیکال
سکوت: موزیکال (به هندی: Khamoshi: The Musical) فیلمی محصول سال ۱۹۹۶ و به کارگردانی سانجای لیلا بانسالی است. در این فیلم بازیگرانی همچون نانا پاتیکار، سلمان خان، مانیشا کویرالا، سیما بیسواس، هلن، هیمانی شیوپوری، راغوبیر یاداو ایفای نقش کرده‌اند.